# 约翰·斯托尔高兹
约翰·贡纳尔·拉斐尔·斯托尔高兹（瑞典語：John Gunnar Rafael Storgårds，1963年10月20日—），芬兰指挥家和小提琴家。

## 生平
斯托尔高兹出生于赫尔辛基，父亲是经济学家贡纳尔·斯托尔高兹，母亲是玛丽亚塔·斯托尔高兹（娘家姓伊科宁）。他在赫尔辛基艺术大学西贝柳斯音乐学院跟随埃丝特·赖蒂奥和约科·伊格内修斯学习小提琴，后来在以色列跟随哈伊姆·陶布继续小提琴学习。他是前进室内乐团（Avanti! Chamber Orchestra）的创始成员之一。在担任小提琴首席指挥乐团积累经验后，他受邀指挥赫尔辛基大学交响乐团，这增加了他对指挥的兴趣。随后，他于1993-1997年重返西贝柳斯音乐学院，跟随约尔马·帕努拉和埃里·克拉斯学习指挥。
1996年，斯托尔高兹成为拉普兰室内乐团的艺术总监。在赫尔辛基爱乐乐团，他于2003年成为首席客座指挥，随后在2008年秋天成为首席指挥，初始合同为4年。在将赫尔辛基的合同延长至2014年后，斯托尔高兹于2015年12月结束了他在赫尔辛基的任期。从2006年到2009年，斯托尔高兹担任坦佩雷爱乐乐团的首席指挥。斯托尔高兹曾担任多个夏季音乐节的艺术总监，最近的是2004-2006年间的科什霍爾姆音乐节和前进夏季音乐节。2017年，他指挥了塞巴斯蒂安·法格隆德的《秋天奏鸣曲》的首演。2024年1月，图尔库爱乐乐团宣布任命斯托尔高兹为下一任首席指挥，从2024-2025乐季开始生效，初始合同为四个乐季。
在芬兰以外，斯托尔高兹于2010年首次客座指挥BBC爱乐乐团。2011年3月，该乐团任命他为首席客座指挥（英語：principal guest conductor），从2012年1月开始生效。2015年1月，斯托尔高兹被任命为加拿大国家艺术中心乐团的新任首席客座指挥，是历史上第二位担任此职位的指挥家，从2015-2016乐季开始生效，初始合同为三个乐季。2017年，BBC爱乐乐团将斯托尔高兹在乐团的头衔改为首席客座指挥（英語：chief guest conductor）。2022年11月，BBC爱乐乐团任命斯托尔高兹为首席指挥，立即生效。
斯托尔高兹于2002年获得芬兰国家音乐奖。他为Ondine、索尼、BIS、Da Capo唱片和Chandos唱片等公司录制了多张国际唱片，包括安德热·帕努夫尼克、约翰·科里利亚诺、珀尔·纳尔戈尔和喬治·安塞爾的音乐。他录制的彼得里斯·瓦斯克斯的小提琴协奏曲《遥远的光》和第二交响曲赢得了2004年戛纳古典唱片年度大奖。2014年，他与BBC爱乐乐团录制的让·西贝柳斯交响曲全集发行，其中包括他第二次录制的第八交响曲的三个片段。
斯托尔高兹和他的家人住在罗瓦涅米。他和妻子有两个儿子。